# Ованес Імастасер
Оване́с Імастасе́р або Ованес Саркаваг (вірм. Հովհաննես Իմաստասեր; близько 1045, Зейлік, Кохт, Арцах, Анійське царство —1129, Ахпат) — вірменський поет, філософ, богослов, астроном, реформатор вірменського календаря.

## Життєпис
Про життя Ованеса Імастасера відомо не багато, попри те, що було знайдено його рукописну біографію, переписану 1378 року. Автор рукопису, ймовірно жив у середині XII століття, матеріали для біографії збирав у учнів. За переказами, Ованес Імастасер жив у Ахпатському монастирі.

## Праці
В другій половині XI століття Великий вірменський календар був рухомим, що вносило плутанину під час визначення церковних свят. Ованес Імастасер створив нерухомий календар, який упорядковував час настання кожного свята. Створений ним календар називався Малим. Під час роботи над реформуванням календаря 1084 року закінчилися складені  Ананією Ширакаці календарні таблиці Великого вірменського календаря, розраховані на один цикл — 532 роки (552 + 532 = 1084). Тому виникла ще більша необхідність підготувати нові таблиці, які й склав Ованес Імастасер, почавши розрахунки від 1084 року, одночасно перетворивши вірменський рухомий календар на нерухомий. Вірменський історик XIII століття Кіракос Гандзакеці так описує вченого:
|  | Найвченіший. Що перевершує багатьох своїми знаннями, розуміється в усьому, наділений мудрістю Ованес з Ахпата, прозваний Саркаваг, вивчив і написав багато книг і залишив добру пам'ять про себе: (крім того), він зробив те, про що мріяли, але не могли зробити багато: склав стійкий і нерухомий вірменський календар замість рухомого і нестійкого, а також погодив календар всіх народів з (календарем) вірмен... |

Ованес Імастасер є одним з найзначніших середньовічних вірменських учених, продовжувачем традицій арістотелізму, видатним мислителем свого часу, що залишив після себе велику кількість наукових праць з різних галузей знань: історії, математики, космографії, теорії календаря, філософії та художньої літератури. Відомі його праці релігійного і тлумачного характеру, він переклав праці античних і середньовічних авторів, таких як Філон Александрійський, Діонісій Ареопагіт, Григорій Ніський, Арістотель, Порфирій і Евклід. Крім іншого, відомий в історії вірменської культури як поет і педагог. У монастирських школах він викладав граматику, арифметику і музику, навчаючи при цьому і основам мистецтва хазового письма. Він оновив мистецтво співу псалмів. Займався звіркою і редагуванням літературних текстів і поліпшенням їх виконання, зокрема, в Ахпатському монастирі і в кафедральному соборі Ані, і сам брав участь у богослужінні. Він був відомий як неперевершений автор проповідей і псалмів і в сусідній Грузії, звідки до нього приїжджав для благословення цар Давид.
|  | Цар грузинський Давид, батько Деметре, дід Давида і Георгія, полюбив його великою любов'ю, так що, почувши про прибуття його (Іованеса), піднімався, йшов назустріч йому і, схиливши голову, просив його благословіння… |

Значний внесок Ованеса Імастасера і в розвиток музичних традицій, завдяки чому став можливий подальший розквіт вірменської музичної культури в Кілікії. Діяльність ученого пов'язана з розробкою питань музичної естетики, виконавського мистецтва і піснетворчості.
Він залишив значний слід в історії вірменської естетики. Музику він розглядав як мистецтво, яке виникає і розвивається через прагнення людини наслідувати природу і вчитися в неї. Знаходячи в природі недосяжний зразок краси і гармонії, прагнучи до її осягнення, людина знаходить вічно дієвий стимул для вдосконалення.